# Ernest Lavigne
Pour les articles homonymes, voir Lavigne.
Ernest Lavigne, né à Montréal le 17 décembre 1851 et décédé à Montréal le 18 janvier 1909, est musicien, un compositeur, un chef d'orchestre, éditeur et gestionnaire québécois.

## Biographie

### Jeunesse
Ernest Lavigne nait le 17 décembre 1851 à Montréal. Il fait ses études au collège de Terrebonne. Le 25 juin 1865, il se rend à Rome avec le 4e détachement des Zouaves pontificaux. Après quelques mois en Italie, il se joint au Corps de Musique des Zouaves romains pour laquelle il occupera le pupitre de cornet solo en 1869. Par la suite, il demeure près de deux ans en Europe où il voyage en Italie, en France, en Allemagne, en Espagne et en Angleterre.

### Carrière
En 1864, il s'installe quelque temps à Québec où son frère, Arthur Lavigne, est propriétaire d'une boutique d'instrument de musique sur la rue Saint-Jean. En 1877, il revient à Montréal pour diriger la Musique de la Cité, la fanfare du 65e Bataillon. La même année, il suit l'exemple de son frère en ouvrant un magasin de musique à Montréal. En 1881, il s'associe à Louis-Joseph Lajoie, sous la raison sociale de Lavigne & Lajoie. Cette maison distribue des centaines d'œuvres de divers compositeurs et éditeurs et publie une cinquantaine par des Canadiens.
En 1885, il inaugure les concerts gratuits du Jardin Viger à Montréal où ses performances firent de lui une vedette.
Organisateur né, Ernest Lavigne pousse la firme Lavigne & Lajoie à faire l'acquisition en d'un vaste terrain en bordure du Saint-Laurent qu'il aménage en un parc d'amusement, le Parc Sohmer. L'inauguration du parc Sohmer a lieu au mois de juin 1889. Jusqu'à sa mort, Lavigne assumera la direction des concerts et spectacles de l'entreprise. Dans l'intention de créer un orchestre symphonique, il fait venir d'Europe, surtout de Belgique et d'Italie, de nombreux instrumentistes dont certains se fixeront au pays et y créeront une tradition instrumentale. Il fit venir entre autres Jean-Julien Clossey en mai 1891 qui devint le Premier Violon à l’Orchestre Symphonique de Montréal. 
Ernest Lavigne peut être considéré à ce titre comme l'un des pionniers de la musique instrumentale au Canada.
Comme compositeur, il se consacre surtout à la mélodie. Comme soliste, Ernest Lavigne remporte plusieurs honneurs, dont deux cornets plaqués or.

### Fin de vie
Sa santé le force à cesser de se produire en concert. Ernest Lavigne décède à l'Hotel-Dieu de Montréal le 18 janvier 1909 à l'âge de 57 ans et est enterré au Cimetière Notre-Dame-des-Neiges, à Montréal.

## Honneurs
- 1962 : La ville de Montréal nomme une avenue en l'honneur du musicien montréalais[10].
- 1985 : La ville de Québec nomme une avenue en l'honneur d'Ernest Lavigne[11].
- 2004 : La ville de Boucherville nomme une rue en souvenir d'Ernest Lavigne[12].

## Source
Encyclopédie canadienne Historica